# Признавшимся — смерть
«Признавшимся — смерть» (англ. Dangerous Indiscretion) — американский художественный фильм 1994 года, эротический триллер режиссёра Ричарда Клеттера.

## Сюжет
В магазине видеоаппаратуры происходит обычное знакомство рекламного агента Джима Ломакса и красивой женщины Каролины Эверетт, которое перерастает в любовные отношения. Но о чём не подозревает недогадливый влюблённый, так это о том, что его подруга — не свободная женщина, как он думает, а замужняя.
Муж Каролины — известный бизнесмен Роджер Эверетт. И когда он узнаёт о том, что был обманут, и жена изменила ему с каким-то рекламным агентом, он разрабатывает хитроумный план для того, чтобы отомстить любовнику жены и превратить его жизнь в настоящий кошмар.

## В ролях
- С. Томас Хауэлл — Джим Ломакс
- Джоан Северанс — Каролина Эверетт
- Малкольм Макдауэлл — Роджер Эверетт
- Алекс Додук — Мэтью
- Суки Кайзер — Салли
- Джилл Тид — Вебстер
- Ричард Йе — Канеда
- Эндрю Джонстон — Хартунг
- Карвин Сэнфорд — Дэйл Иойер
- Сью (Сулека) Мэтью — Нэнси Колес
- Марк Брендон — знаменитый M. C.
- Топаз Хасфал-Шоу — Синда
- Дин Хэгланд — наркоман'
- Венди Абботт — регистратор
- Камерон Лабин — продавец на рынке
- Джейсон Грей-Стэнфорд — продавец на складе видеоаппаратуры

## Другие названия
- Английское название:
  - Dangerous Indiscretion
- Русские названия:
  - Признавшимся — смерть
  - Опасный поступок
  - Опасное непонимание
  - Опасная неосторожность
  - Жестокая расплата
- Немецкое название:
  - Indiskrete Leidenschaft
- Финское название:
  - Kuoleman leikki